# Stadtpark Lübeck

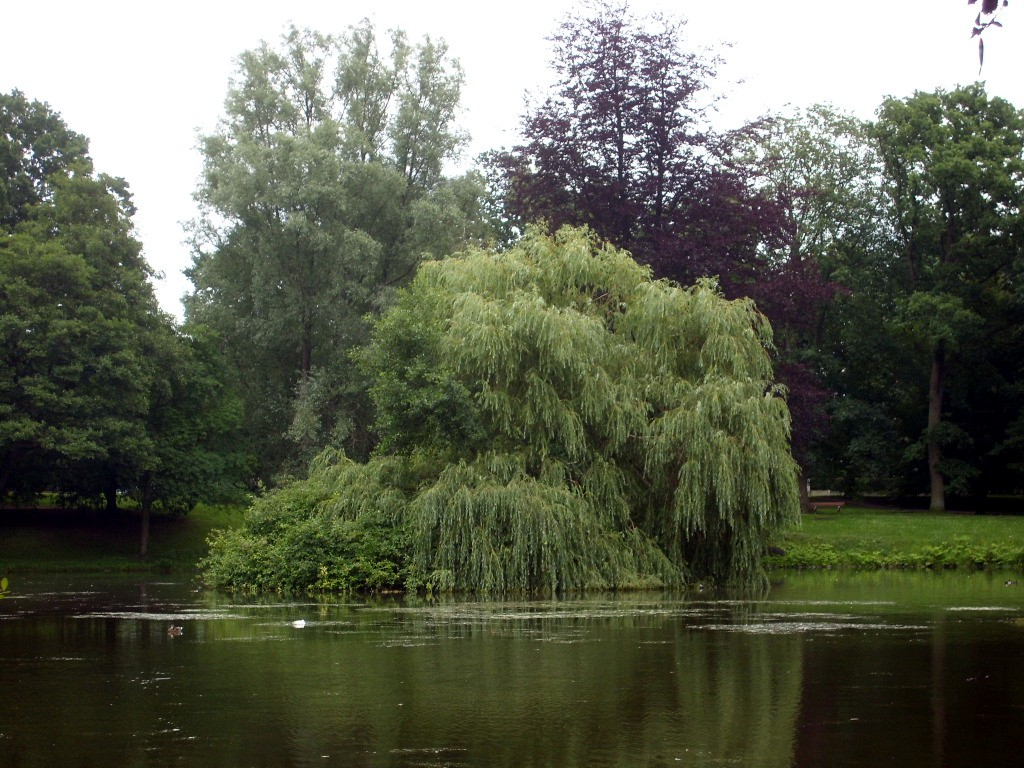
Der Teich im Lübecker Stadtpark

Der Lübecker Stadtpark ist eine Parkanlage im Lübecker Stadtteil St. Gertrud.

## Lage
Der Stadtpark befindet sich inmitten der Wohngebiete östlich der Travemünder Allee, etwa 750 Meter entfernt vom Burgtor. Begrenzt wird er nach Norden von der Rathenaustraße, im Osten von der Curtiusstraße und der Krügerstraße, im Westen durch die Parkstraße und nach Süden von der Roeckstraße.

## Anlage
Geprägt wird der 120.000 Quadratmeter große Park von locker verteilten Baum- und Gehölzgruppen, umgeben von Rasenflächen, die durch ein Netz geschwungener Wege erschlossen werden. Sein Zentrum bildet ein unregelmäßiger See; ein kleinerer zweiter See sowie der kreisrund als Grotte eingefasste sogenannte Froschkönigteich befinden sich in der südlichen Hälfte. Die Skulptur des Froschkönigs von dem Bildhauer Otto Mantzel wurde allerdings erst 1930 aufgestellt.

## Geschichte
Das Gelände des späteren Stadtparks nahm ursprünglich der Galgenbrook ein, eine sumpfige Feuchtniederung, der aus einer verlandeten Bucht der südlich gelegenen Wakenitz entstanden war. Seinen Namen trug er nach dem Mitte des 15. Jahrhunderts nahe der heutigen Travemünder Allee errichteten Galgen; der niederdeutsche Namensbestandteil -brook (Bruch) verweist auf den Feuchtgebietscharakter. Bis auf einen kleinen Teil, der sich im Besitz des Heiligen-Geist-Hospitals befand, waren die wirtschaftlich kaum nutzbaren und weitgehend wertlosen Galgenbrookwiesen städtisches Eigentum.
Wenn die Wakenitz Hochwasser führte oder starke Regenfälle niedergingen, machte sich der Ursprung des Galgenbrooks in einem Gewässer bemerkbar, da das Gelände und seine Umgebung dann von an die Oberfläche tretendem Wasser geprägt wurde. Das Wachstum der Vorstadt St. Jürgen – insbesondere nach Aufhebung der Torsperre 1864, die für die anderen Lübecker Vorstadtgebiete einen Entwicklungsschub bewirkte – wurde durch diese Gegebenheiten stark gehemmt, die Anwohner beklagten überflutete Grundstücke und Keller. Ein Anfang 1864 vom städtischen Baudirektor Eduard Carl Müller eingebrachter Vorschlag zur Entwässerung des Galgenbrooks durch Gräben und Siele in die Trave wurde vom Finanzdepartement als zu teuer abgelehnt. 1877 entschied sich der Senat für die kostengünstige, aber weniger wirksame Entwässerung in die Wakenitz. Vermehrte Proteste der Anwohner führten schließlich 1883 zum Beschluss, durch Anlage des Galgenbrooksiels die Wiesen dem Plan von 1864 entsprechend zur Trave hin zu entwässern und für eine weitergehende Nutzung trockenzulegen.
Schon 1880 war ein Entwurf eines vorläufigen Bebauungsplan für die Vorstadt St. Gertrud ausgearbeitet und im November des Jahres an den Technischen Verein zu Lübeck mit der Bitte um Überprüfung und Stellungnahme weitergeleitet worden. Die Aufgabe wurde von einer Kommission unter Vorsitz des Architekten Heinrich Friedrich Theodor Sartori übernommen. 1882 äußerte der dieser Kommission angehörende Ingenieur Johann Hermann Vering, der auch am Bau des nördlichen Abschnitts des Elbe-Lübeck-Kanals beteiligt war, den Vorschlag, die Planungen um einen öffentlichen Park an Stelle der Galgenbrookwiesen zu ergänzen. Als Vorbild sah er den seit 1866 bestehenden Bremer Bürgerpark.
Verings Anregungen fanden Anklang im Technischen Verein, und Sartori arbeitete einen Plan für den Park aus, den er im März 1883 in den Lübeckischen Blättern der Öffentlichkeit vorstellte. Sein Konzept, inspiriert vom Bürgerpark in Bremen, sah eine annähernd schmetterlingsförmige Anlage von ungefähr 200.000 Quadratmetern Fläche vor. Den Mittelteil sollte ein großes Bassin mit Fontäne bilden, nördlich und südlich würden sich die Flügelbereiche mit Landschaftsparks anschließen. Am nordöstlichen Rand war ein zusätzlicher 5000 Quadratmeter botanischer Garten mit beschilderten ausländischen Bäumen vorgesehen.
Sartoris Plan wurde nicht umgesetzt, aber die Grundidee nahm die Lübecker Bürgerschaft 1891 wieder auf und ersuchte den Senat, als Maßnahme für die Schaffung von Arbeitsplätzen einen Park auf dem mittlerweile entwässerten Galgenbrook anlegen zu lassen. Der Senat beauftragte den Stadtgärtner Metaphius Theodor August Langenbuch mit der Ausarbeitung der notwendigen Pläne, die er im September 1892 vorlegte. Sein Konzept sah eine mit 180.000 Quadratmetern kleinere, dafür aber erheblich weniger stark und strikt gegliederte Anlage vor als das Projekt Sartoris. Langenbuch veranschlagte die Baukosten unter anderem wegen unerlässlicher Aufschüttungen zur Erhöhung des immer noch beinahe auf Höhe des Wakenitzspiegels gelegenen Geländes als Schutz gegen Überschwemmungen mit 294.000 Mark; Bürgermeister Heinrich Theodor Behn hielt diese finanzielle Belastung für nicht tragbar, und der Senat beschloss im Oktober, vom Bau des Parks abzusehen.
Dennoch wurde eine mögliche Gestaltung des Geländes weiterhin in Betracht gezogen und vorbereitende Maßnahmen begonnen. Um das Gelände zu erhöhen, wurde der Galgenbrook zum Abraumplatz für Bauschutt und anderweitig angefallenen Aushub von Erdreich bestimmt. 1895 mussten die Gartenanlagen am Burgtor für den Bau des Elbe-Lübeck-Kanals beseitigt werden, ohne dass es einen bestehenden Ersatz gab. Aus diesem Grund wandte sich die Bürgerschaft 1896 abermals an den Senat und erneuerte ihren Wunsch nach Anlage eines Parks auf dem Galgenbrook. Vom Senat wurde die Baudeputation, der unter anderem Baudirektor Gustav Schumann, Stadtgärtner Langenbuch und der Architekt Sartori angehörten, mit Ausarbeitung eines neuen Projekts beauftragt. Der Plan wurde im Oktober 1897 vorgelegt und im Dezember von Senat und Bürgerschaft angenommen, wodurch nun der Bau des Parks beschlossen war.
Der von Langenbuch entwickelte neue Plan sah eine nochmals auf 120.000 Quadratmeter verkleinerte Anlage vor, die in ihren Grundzügen bis heute besteht. Vor Beginn der Bauarbeiten musste ein 254 Quadratmeter umfassendes Grundstück erworben werden, das als einziger Teil des benötigten Geländes nicht in städtischem Besitz war, sondern dem Heiligen-Geist-Hospital gehörte; ein Problem ergab sich hieraus jedoch nicht, da der Vorsteher des Hospitals, Senator Heinrich Klug, zugleich auch Vorsitzender der Baudeputation war. Das Hospital überließ der Stadt den kleinen Landstreifen kostenlos. Die eigentlichen Arbeiten begannen im Februar 1898 mit der Aufschüttung und Modellierung des Geländes.
Ende 1899 war die nördliche Hälfte des Parks fertiggestellt und die Arbeit am Südteil begann; da hier erheblich umfangreichere Erdbewegungen notwendig waren, erforderten sie deutlich größeren Aufwand. Anders als im Plan von 1897 vorgesehen wurde im südlichen Bereich ein zweiter, kleinerer Teich zur Belebung der Gestaltung angelegt. Am 21. September 1902 wurde der Stadtpark eröffnet. 1903 war die Gesamtanlage vollendet.

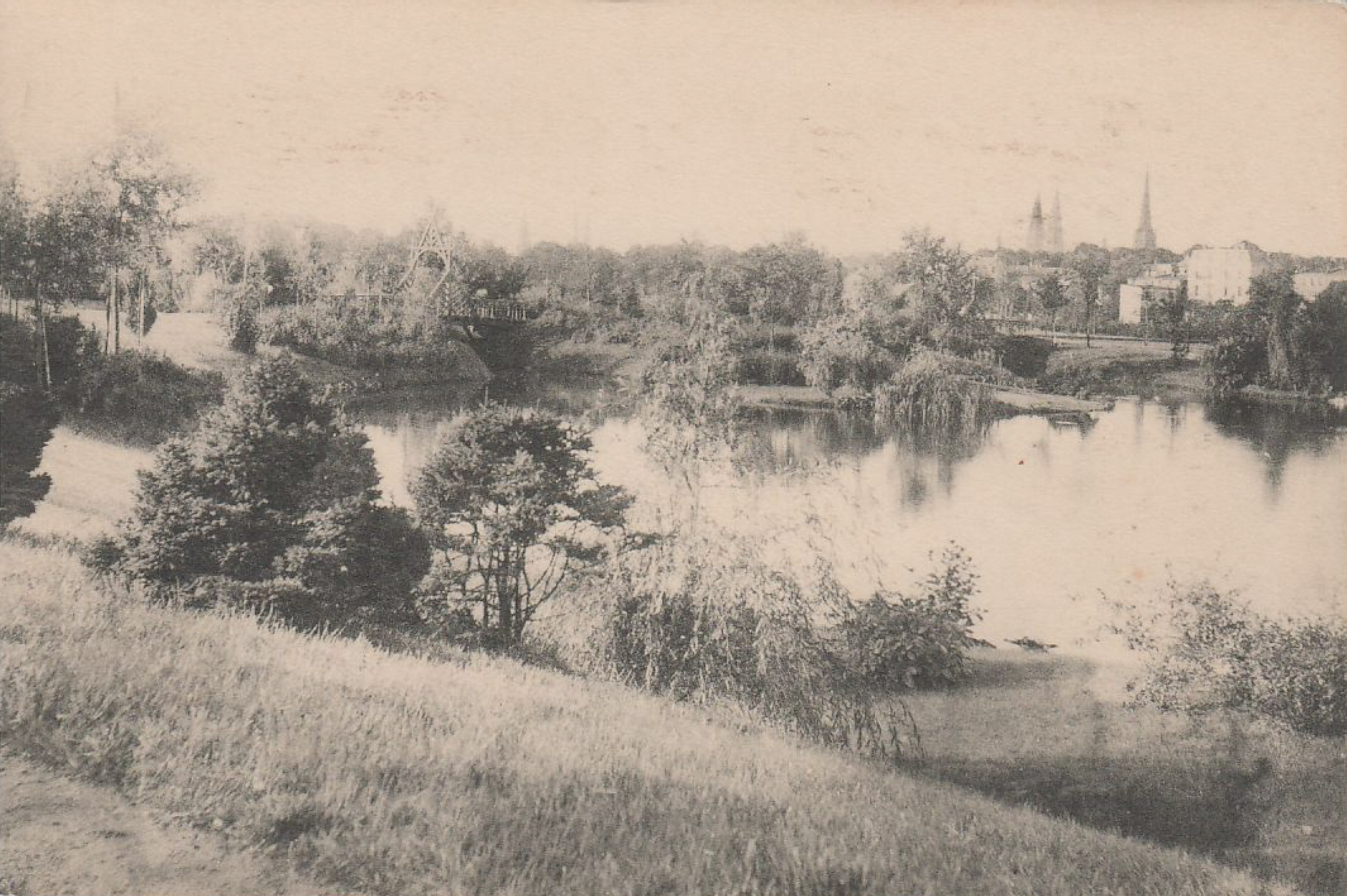
Der Lübecker Stadtpark vor 1913

Um dem Park möglichst rasch zu einem attraktiven Aussehen zu verhelfen, wurden schnell wachsende Bäume wie Kastanien, Weiden und Pappeln mit langsam wachsenden, dauerhafteren Arten wie Eichen und Linden vermengt. In Anlehnung an die 1883 entwickelte Idee eines angegliederten botanischen Gartens wurden im nordöstlichen Bereich ausschließlich amerikanische Baumarten gepflanzt und darüber hinaus im gesamten Park ungewöhnliche Gehölze verteilt.
Von der Stadt Lübeck wurde der Stadtpark als Schmuckpark verstanden, dessen Nutzung strikten Regeln unterworfen war. Die Anlagen sollten ausschließlich von den Wegen aus betrachtet werden. Schon 1898 lehnte die Baudeputation eine Bitte ab, den zugefrorenen Teich in den Wintermonaten als Eisbahn für Kinder freizugeben. 1906 wies die Bürgerschaft den Antrag ab, Kinderspiele auf Rasenflächen zu gestatten. Klagen über Hundehalter, die ihre Tiere im Teich baden ließen, und Kinder, die unerlaubterweise den Rasen betraten, führten 1907 zu erhöhter Polizeipräsenz, auch durch Berittene Polizei, im Stadtpark. Noch bis in die frühen 1970er Jahre war das Betreten des Rasens streng untersagt und wurde durch einen hauptamtlichen Parkwächter, der bei Zuwiderhandlung die Polizei hinzuziehen konnte, unterbunden.
Das 1912 geäußerte Vorhaben des Stadtgärtners Harry Maasz, den Park durch erhebliche Änderungen an Wegenetz, Bepflanzung und Wasserflächen stark umzugestalten, wurde von der Stadt nicht genehmigt, da es sich nach Ansicht des Bürgerausschusses um nicht notwendige Eingriffe handelte, die allein auf Maasz’ Geschmack beruhten. Nur für unumgängliche Arbeit an der Bepflanzung wurden Gelder bewilligt; somit blieb die ursprüngliche Parkgestaltung bis heute weitgehend erhalten.
Nach dem Zweiten Weltkrieg wurde der Stadtpark in Gartenflächen für den Lebensmittelanbau aufgeteilt. Im Anschluss an die Währungsreform erfolgte eine Wiederherstellung des Parks, bei der auch zahlreiche Neupflanzungen vorgenommen wurden. Die Krokusse und Narzissen auf den Rasenflächen, die heute im Frühjahr das Bild des Parks bestimmen, gehen auf jene Zeit zurück und entsprechen nicht Langenbuchs gartengestalterischem Originalkonzept.
Die Erweiterung des Parks bis an das Ufer der Wakenitz, die vom Garten- und Friedhofsamt 1964 als wichtiger Schritt zur Erhöhung seiner Bedeutung und zur gärtnerischen und stadtplanerischen Verbesserung festgestellt wurde, konnte nie umgesetzt werden; der dafür notwendige Kauf der Grundstücke Roeckstraße 30–42, die das Flussufer einnehmen, wäre für die Stadt Lübeck finanziell nicht tragbar.

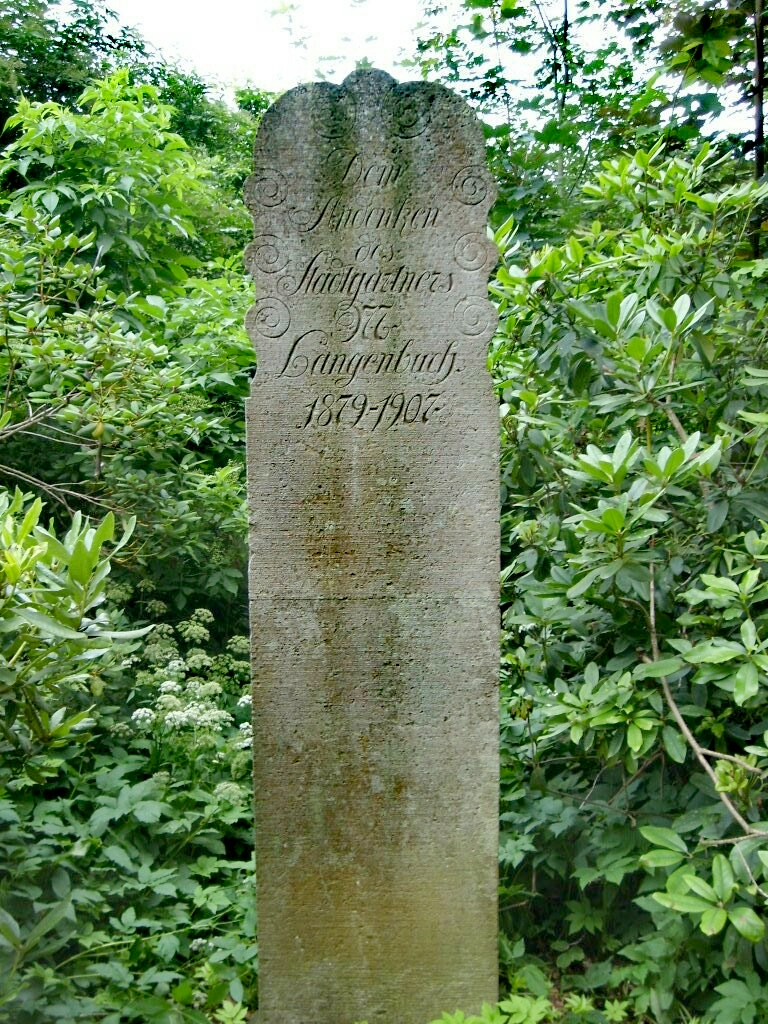
Gedenkstein für Langenbuch

## Denkmäler im Stadtpark
In Anerkennung von Langenbuchs Verdiensten beschloss der Senat unmittelbar nach dem Tod des Stadtgärtners im Jahr 1907, ihn mit einem Denkmal im Stadtpark zu ehren. Westlich vom zentralen Teich wurde noch im selben Jahr eine steinerne Stele errichtet, die die Inschrift Dem Andenken des Stadtgärtners M. Langenbuch. 1879-1907. trägt, wobei die Jahreszahlen nicht die Lebensdaten, sondern die Zeit im Dienstverhältnis in Lübeck bezeichnen. Es handelt sich um das einzige von öffentlicher Seite errichtete Denkmal für eine in städtischen Diensten stehende Person.
Darüber hinaus gibt es im Park eine Reihe weiterer Denkmäler, darunter eine Stele für Fritz Reuter an der Reuter-Eiche und drei von Langenbuch zu Ehren der Bürgermeister Behn, Brehmer und Klug gesetzte Gedenkbäume, die jedoch nicht mit Plaketten versehen wurden und deren Standort heute nicht mehr feststellbar ist.
Einzelne Bäume sind heute eingetragene Naturdenkmale der Stadt Lübeck.